# Stuart Cable
Stuart Cable, né le 19 mai 1970 et mort le 7 juin 2010, est un musicien britannique. Il était l'un des membres fondateurs et le batteur du groupe rock gallois Stereophonics.
Stuart Cable a enregistré quatre albums avec les Stereophonics :
- 1997 : Word Gets Around;
- 1999 : Performance and Cocktails;
- 2001 : Just Enough Education To Perform (JEEP);
- 2003 : You Gotta Go There to Come Back.

Stuart Cable est forcé de quitter le groupe en 2003 en raison de son manque d'implication. Il est alors remplacé par le batteur argentin Javier Weyler.
À la suite de son départ, il crée un nouveau groupe rock nommé Killing For Company. Le groupe s'est produit en première partie de The Who, le 1er juin 2007. Il fera également une courte carrière dans le monde des médias notamment en tant qu'animateur d'une émission télévisée Cable TV sur BBC Wales.
Stuart Cable est retrouvé mort, dans son lit, le 7 juin 2010, à la suite d'une soirée très arrosée Il avait 40 ans.